# Giuseppe Partini
Giuseppe Partini (Siena, 5 maggio 1842 – Siena, 14 novembre 1895) è stato un architetto italiano.

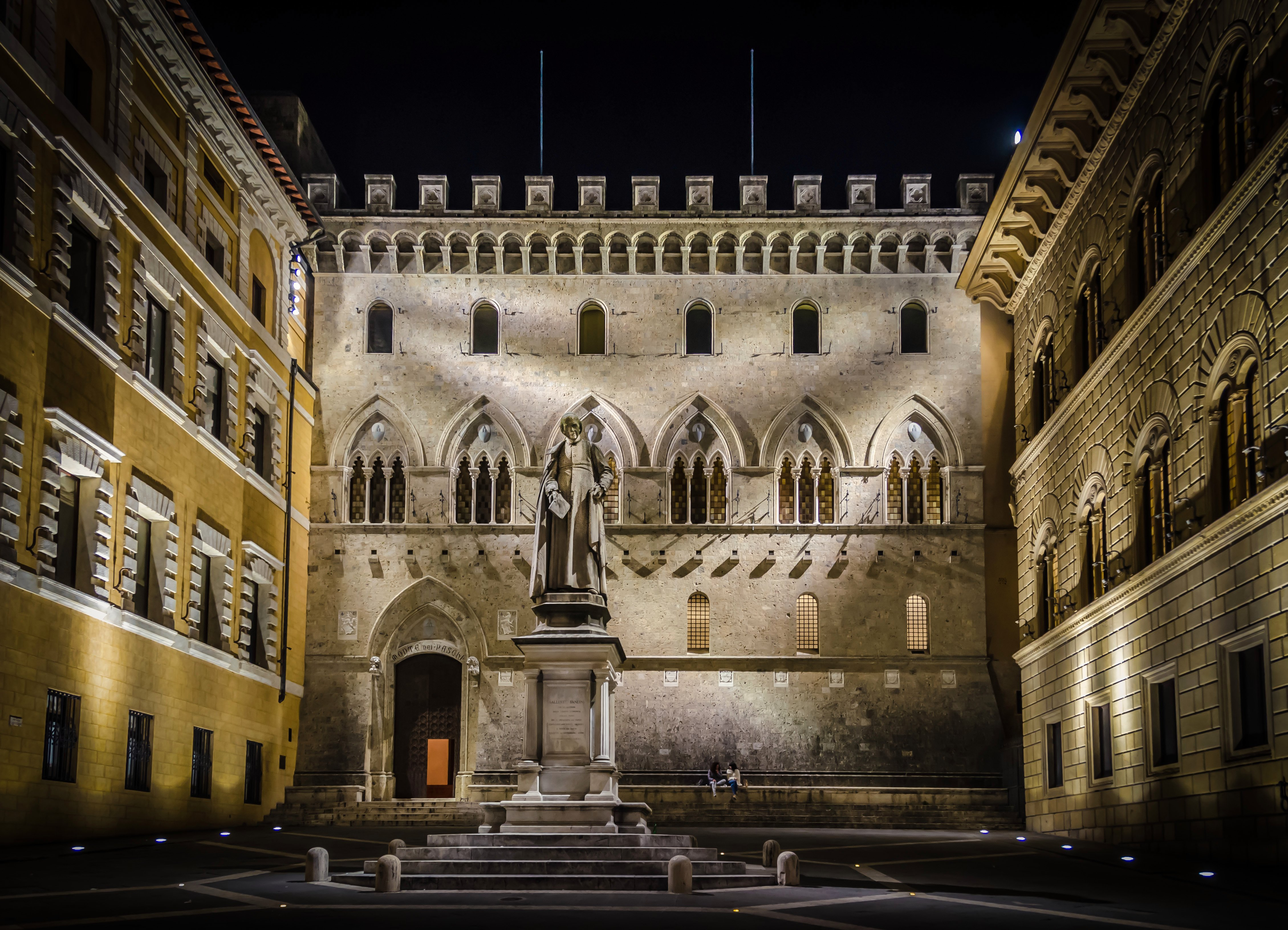
La sede centrale della Banca Monte dei Paschi di Siena

Partini si formò presso l'Istituto di Belle Arti di Siena dove nel 1857, all'età di 15 anni e terminato un periodo di apprendistato come muratore, si iscrisse al Corso di Architettura tenuto dai docenti Lorenzo Doveri e Giulio Rossi. Si occupò tanto dell'edificazione di nuovi edifici quanto di restauro architettonico. Può essere annoverato come uno dei principali esponenti in architettura del movimento denominato Purismo, assieme alla figura di Luigi Mussini. Il recupero e l'esaltazione dell'architettura medioevale, come Partini propose nelle nuove architetture, era anche un principio fondante dei suoi restauri, che si svilupparono nella sfera del restauro stilistico. Da un lato un'estetica che guida l'artista nel lavoro di epurazione dagli eccessi ornamentali, dall'altro una approccio al restauro volto a restituire, attraverso la ricostruzione storica, l'integrità dell'opera.

## Opere principali

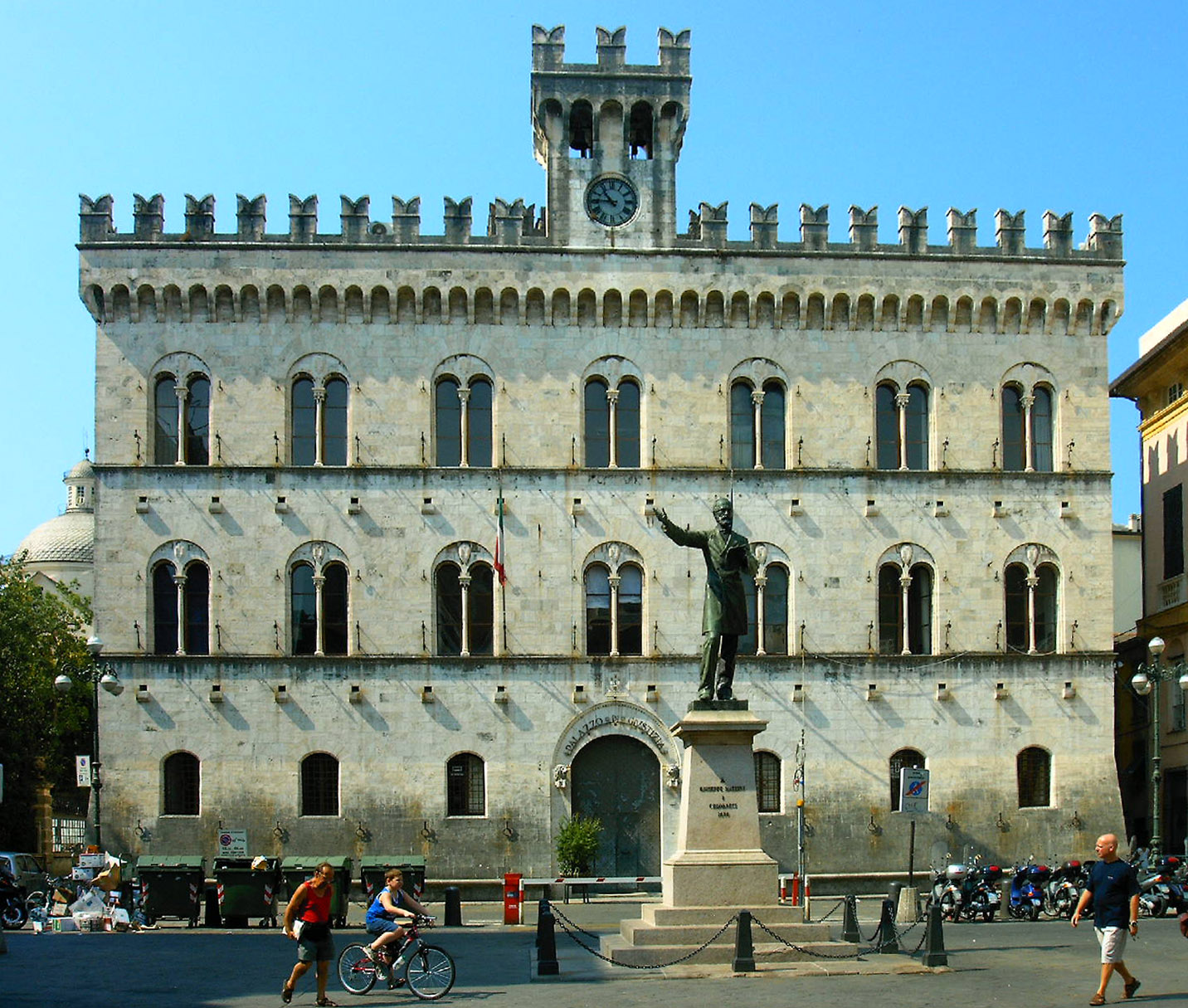
Il Palazzo di Giustizia di Chiavari e il monumento a Giuseppe Mazzini, quest'ultimo opera del torinese Augusto Rivalta

- 1861 concorso per la facciata di Santa Maria del Fiore a Firenze all'età di soli 19 anni classificandosi a pari merito con Emilio De Fabris, che in seconda votazione ottenne la vittoria.

- 1861-1863 completamento della Cappella Pieri-Nerli a Quinciano e progetto del palazzo padronale.

- 1865-1868 Collocazione della nuova Fonte Gaia in Piazza del Campo di Siena.

- 1865-1876 Ospedale di Santa Fina a San Gimignano.

- 1867-1895 Nominato architetto del Duomo di Siena, si occupò negli anni del progetto della facciata e della cupola e di altri restauri.

- 1870 Ospedale di Montalcino.

- 1871-1879 Piazza e Palazzo Salimbeni a Siena.

- 1872 Ampliamento del Camposanto della Misericordia di Siena.

- 1878-1881 Restauro del Palazzo Comunale a San Gimignano.

- 1881 Castello di Torre Alfina per il Conte Edoardo Cahen presso Orvieto.

- 1882 Palazzo di Giustizia a Chiavari.

- 1883 Restauro del cortile del Palazzo Pubblico a Siena.

- 1883-1885 Restauro della Collegiata di Asciano.

- 1887-1894 Restauro della Basilica di San Francesco (Siena).